# Schlacht bei Grunwald (Gemälde)

Schlacht bei Grunwald
Jan Matejko, 1878
426 × 987 cm
Öl auf Leinwand
Nationalmuseum Warschau

Die Schlacht bei Grunwald (polnisch Bitwa pod Grunwaldem) ist ein Historiengemälde des polnischen Malers Jan Matejko aus dem Jahr 1878. Das 426 Zentimeter hohe und 987 Zentimeter breite Bild ist in Öl auf Leinwand ausgeführt. Es zeigt die in Deutschland unter dem Namen Schlacht bei Tannenberg bekannte Auseinandersetzung, in der sich Polen und Litauen 1410 gegen den Deutschen Orden durchsetzten. Matejko inszeniert im Zentrum des Bildes den Tod des Hochmeisters des Deutschen Ordens, Ulrich von Jungingen. Die Schlacht bei Grunwald befindet sich in der Sammlung des Nationalmuseums Warschau und gilt als das bekannteste Kunstwerk Polens.

## Beschreibung
Die Komposition von Matejkos großen Gemälde ist äußerst komplex und kleinteilig. Er folgte in seiner Darstellung der Chronik von Jan Długosz. Links vom Zentrum befindet sich die Todesszene des Hochmeisters von Jungingen, der in der weißen Tracht des Deutschen Ordens und auf einem weißen Pferd reitend gezeigt wird. Er wird von zwei anonymen Bauern mit wildem Gesichtsausdruck getötet, die von Danuta Batorska als Litauer identifiziert wurden. Der eine von ihnen trägt die Mauritiuslanze. Im Zentrum des Bildes führt der Großfürst von Litauen, Vytautas, in rot gekleidet, der zu Pferde und mit erhobenem Schwert gezeigt wird. Hinter ihm befindet sich der polnische König Władysław II. Jagiełło, womit diesem eine untergeordnete Rolle in der Schlacht zugeschrieben wird. Im Himmel über dem Kampfgeschehen ist der Heilige Stanislaus, der Schutzheilige Polens, zu sehen. Um die drei herausragenden Persönlichkeiten des Hochmeisters, Großfürsten und Königs wird der Angriff der deutschen Ordensritter auf Władysław II. gezeigt, während in der linken oberen Bildecke die Einnahme des Lagers des Deutschen Ordens zu sehen ist.

## Entstehung
Matejko malte das Bild in der Zeit der Teilungen, als es keinen eigenen polnischen Staat gab. Daher war die Geschichte von der vernichtenden Niederlage, die die Polen den Deutschen beigebracht hatten, zu einem Geschichtsmythos geworden, einer sinnstiftenden Erzählung, die in den Geschichtsbüchern wie etwa dem dreibändigen Werk Karol Szajnocha Jadwiga i Jagiełło 1374 do 1413 (1855 und 1861) sowie in der Historienmalerei „zur Erwärmung der Herzen“ immer wieder neu erzählt wurde. Als nach der Reichsgründung 1871 die Macht der preußischen Teilungsmacht enorm stieg, fasste Matejko, beeinflusst von Szajnochas Darstellung, den Plan, die Schlacht bei Grunwald zum Gegenstand eines Monumentalgemäldes zu machen. 1874 fertigte er erste Studien an, im Folgejahr begann er die Arbeiten auf der Leinwand. 1878 schloss er die Arbeiten an dem Gemälde ab. Er zeigte zum einen ein antiquarisches Interesse an der historischen Begebenheit, was sich etwa in der historischen Treue des Kostüms zeigte, während das Kampfgetümmel seiner eigenen Imagination entsprang. Im Jahr 1877 besuchte Matejko das historische Schlachtfeld, was als ein Symbol für die polnische Unabhängigkeit interpretiert wurde. Sowohl Preußen als auch Russland erteilten ihm die Erlaubnis, die polnischen Territorien unter ihrer Herrschaft zu betreten, da sie bei einer Verweigerung negative Reaktionen befürchteten.
Als Matejko seine Schlacht bei Grunwald am 28. September 1878 im Rathaus von Krakau erstmals der Öffentlichkeit präsentierte, stieß er auf enthusiastische  Reaktionen. und am folgenden Tag verlieh der Rat der Stadt dem Künstler ein goldenes Zepter, um ihn als führenden polnischen Künstler auszuzeichnen. 1879 wurde das Gemälde in Warschau, Sankt Petersburg, Berlin, Lemberg und Budapest gezeigt. 1880 schickte es Matejko in den Pariser Salon. Der Künstler erhielt sowohl einen Preis der französischen Regierung als auch eine Sèvres-Vase.

## Tendenz

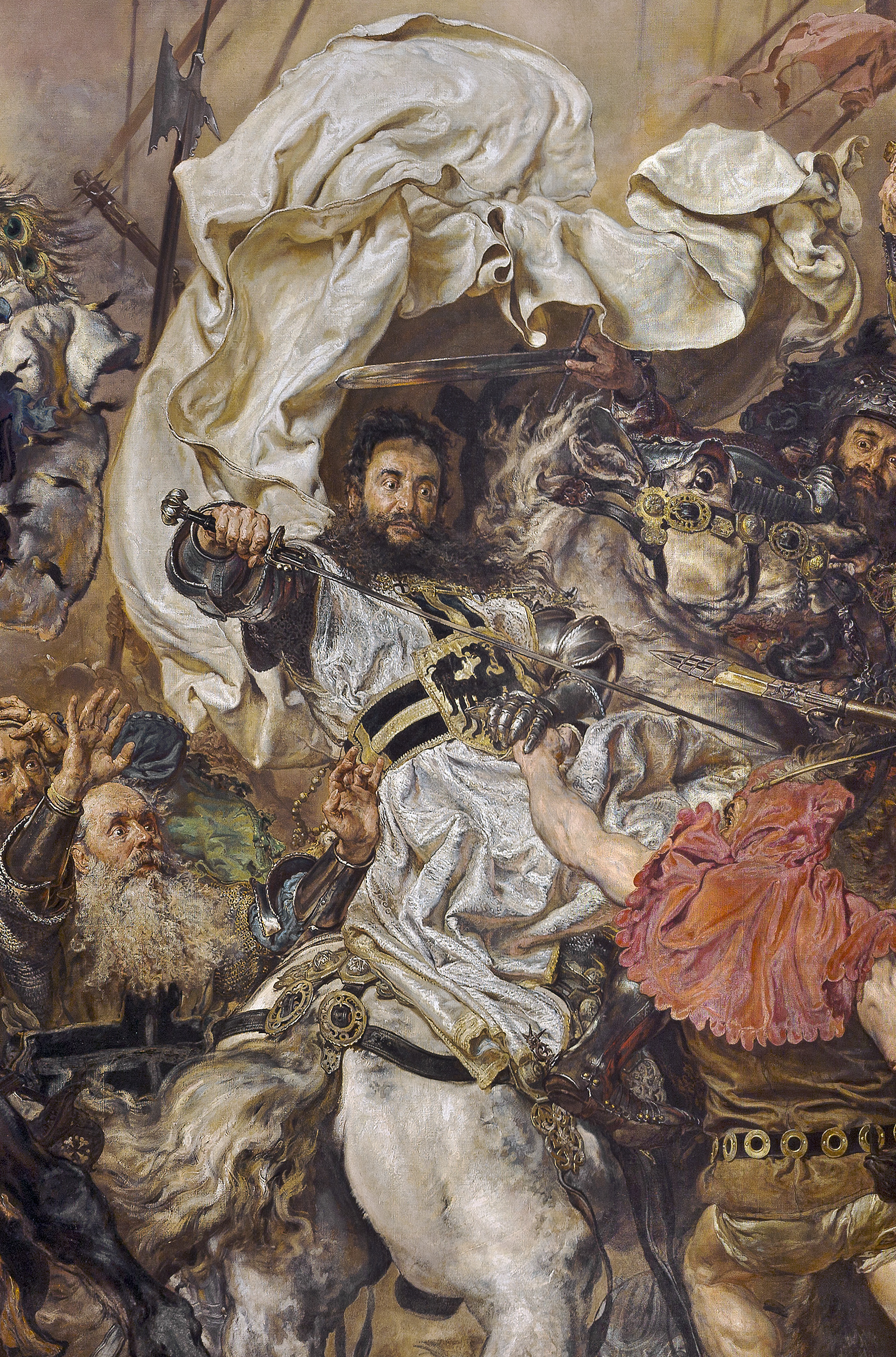
Detail: Der Tod Ulrich von Jungingens

Matejkos „mit Wut gemaltes“ Bild gilt als sein hervorragendstes Werk und als bekanntestes Gemälde Polens.
Matejko zielte damit nicht auf eine wirklichkeitsgetreue Darstellung des mittelalterlichen Geschehens ab, sondern er benutzte, wie der amerikanische Kunsthistoriker Richard Brettell urteilt, „die Geschichte für aktuelle politische Ziele und verkleidete einen grimmigen, aber frustrierten Nationalismus unter dem Mantel der Historienmalerei“. So lassen sich verschiedene Anachronismen in Bewaffnung und den Rüstungen feststellen. Auch, dass der Hochmeister durch die Hand von einfachen Fußsoldaten fiel, wird von der historischen Forschung heute bezweifelt.
Matejko lädt den Tod Jungingens mit künstlerischen Mitteln stark symbolisch auf, indem er den einen der beiden Fußknechte, die ihn attackieren, als Henker mit roter Kapuze und Henkersbeil, den anderen halbnackt als Heiden darstellt, der aber die Heilige Lanze zum Stoß ansetzt. Damit will der Maler die verbreitete These zum Ausdruck bringen, der Deutsche Orden habe seinen Glauben verraten, indem er das noch heidnische Großfürstentum Litauen im 14. Jahrhundert mit Krieg überzogen habe, statt es durch Überzeugung zum Christentum zu bekehren; gleichzeitig habe er auch die deutsch-polnische Freundschaft verraten, als deren Symbol die Lanze gilt, die Kaiser Otto III. im Jahr 1000 dem späteren polnischen König Bolesław Chrobry geschenkt haben soll. Dafür werde der Hochmeister als höchster Repräsentant des Ordens nun mit dem Tode bestraft. Weitere Symbole wie die sinkende Fahne des Deutschen Ordens und die Gestalt des Heiligen Stanislaus von Krakau, die in den Wolken über dem Geschehen schwebt, vervollständigen das Bildprogramm.

## Eigentümer und Aufbewahrungsorte

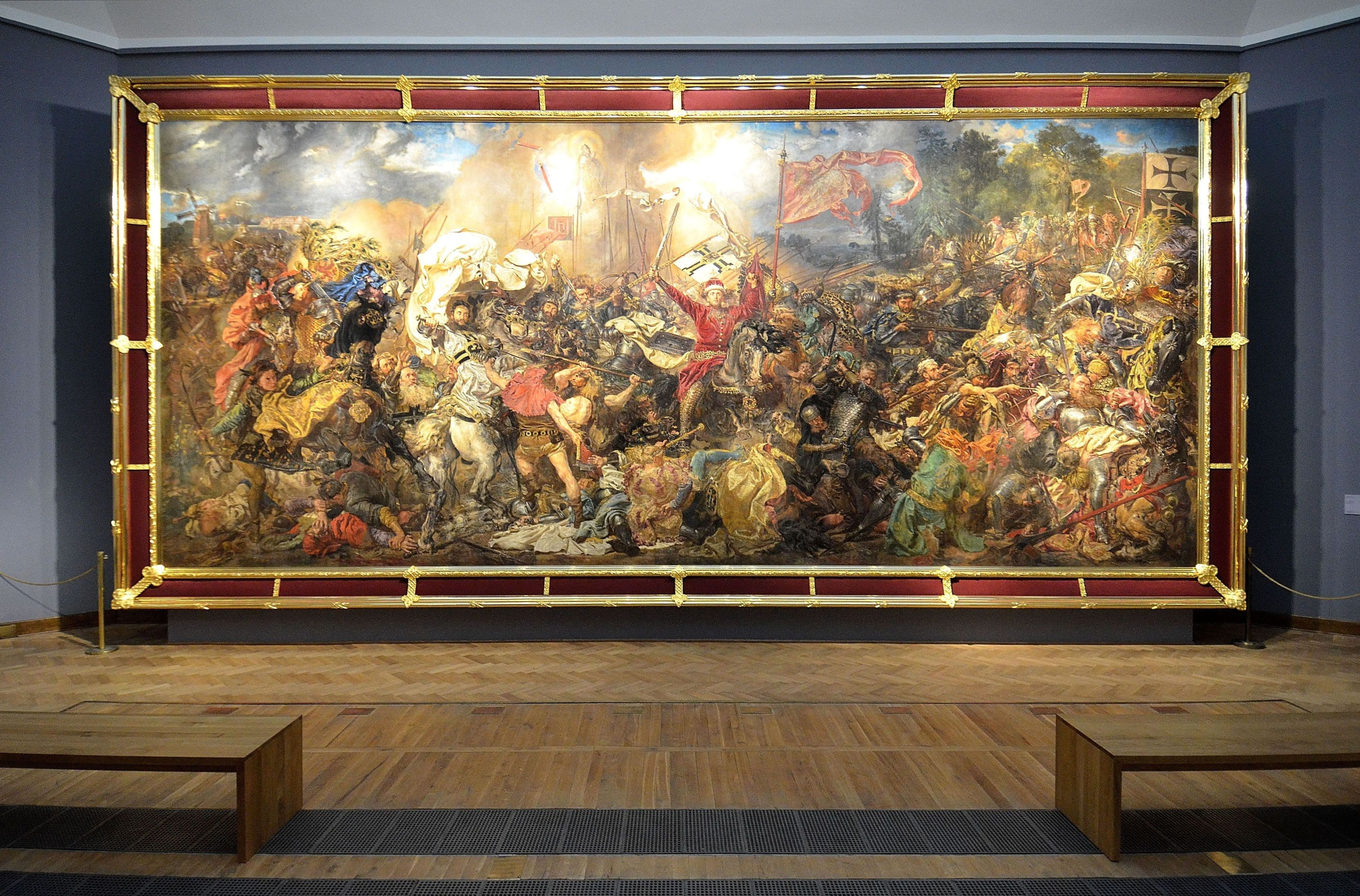
Die Schlacht bei Grunwald im Nationalmuseum Warschau

Bereits 1878 wurde das Gemälde von Dawid Rosenblum aus Warschau erworben. Nach seinem Tod im Jahr 1902 erwarb die Gesellschaft zur Förderung der Schönen Künste die Schlacht bei Grunwald und stellte sie öffentlich in Warschau aus. Es wurde im Nationalmuseum Warschau präsentiert.
Im Zweiten Weltkrieg wurde das Gemälde evakuiert und vor den Deutschen versteckt. Während des Angriffs auf Warschau am 7. September 1939 wurde die Schlacht bei Grunwald von Stanisław Mikulicz-Radecki und den jungen Malern Stanisław Ejsmond und Bolesław Surałło auf einem Pferdewagen nach Lublin im Osten Polens verbracht. Nach der Ankunft in der Stadt am Morgen des 9. September kamen beide Maler im Bombardement durch die deutsche Luftwaffe um. Das Gemälde wurde im Muzeum Lubelskie von dessen Direktor Józef Edward Dutkiewicz, der Kuratorin Maria Żywirska, einem weiteren Museumsmitarbeiter und einem Angestellten der Stadt versteckt. Dies war nötig, weil die Besatzer die Schlacht bei Grunwald im Zuge der Germanisierungspolitik unter Hans Frank zur Zerstörung vorgesehen hatten. Die Gestapo befragte in Warschau mehrfach die Ehefrau Stanisław Ejsmonds, Janina Ejsmond, sowie die Angestellten des Nationalmuseums über den Verbleib der Schlacht bei Grunwald, auch suchten Angehörige der SS nach ihr. Als diese Bemühungen erfolglos blieben, bot Joseph Goebbels eine Belohnung von erst zwei, später zehn Millionen Reichsmark für ihre Auffindung. Das Gemälde war in einer Theke in der Bücherei des Museums versteckt. Als die deutschen Besatzer diesen Raum 1941 beanspruchten, wurde das Gemälde am 9. April 1941 aus dem Versteck entfernt und in Lublin vergraben. Um von dem Versteck abzulenken, wurde bereits 1940 eine fiktive Nachricht über das polnische Radio in London verbreitet, dass die Schlacht bei Grunwald sicher in der britischen Hauptstadt angekommen wäre. Die Besatzer setzten ihre Suche in Lublin aber fort, in deren Verlauf mehrere Polen getötet wurden. Am 17. Oktober 1944 wurde das Gemälde aus seinem Versteck geholt. Es war in schlechtem Zustand, die gesamte Oberfläche mit Schimmel besetzt. 1949 wurde das restaurierte Werk wieder im Nationalmuseum von Warschau ausgestellt. 1990, 2000 und 2012 wurden erneut Restaurierungen vorgenommen.